# Goehner
Goehner é uma vila localizada no estado americano de Nebraska, no Condado de Seward.

## Demografia
Segundo o censo americano de 2000, a sua população era de 186 habitantes.
Em 2006, foi estimada uma população de 175, um decréscimo de 11 (-5.9%).

## Geografia
De acordo com o United States Census Bureau, a localidade tem uma área de 0,4 km², sem área coberta por água. Goehner localiza-se a aproximadamente 470 m acima do nível do mar.

## Localidades na vizinhança
O diagrama seguinte representa as localidades num raio de 16 km ao redor de Goehner.